# جیجاق بنفشه‌رنگ
جیجاق بنفشه‌رنگ(نام علمی: Cyanocorax violaceus) نام یک گونه از سرده جیجاق‌های کاکلی است.